# Vineyard
Die Vineyard-Bewegung (englisch: Association of Vineyard Churches) ist eine charismatische Erneuerungs- und Gemeindegründungsbewegung mit weltweit über 300.000 Mitgliedern (2019) in etwa 3.000 Gemeinden und 105 Ländern. Sie gehört zum Bereich des protestantischen Christentums und bezeichnet sich selbst als Bewegung evangelikaler Christen, die Gaben des Heiligen Geistes praktizieren, wie zum Beispiel Heilung, Zungenrede und Prophetie. Anstelle der gängigen charismatischen Bezeichnung bevorzugt die Bewegung jedoch den Begriff Empowered Evangelicals (deutsch: selbstbestimmte Evangelikale, ein von Rich Nathan und Ken Wilson in ihrem gleichnamigen Buch geprägter Begriff), um ihre Wurzeln im traditionellen Evangelikalismus im Gegensatz zum klassischen Pfingstlertum abzugrenzen. Die Mitglieder bezeichnen sich manchmal auch als die „radikale Mitte“ zwischen Evangelikalen und Pfingstlern, was sich auf das Buch The Quest for the Radical Middle von Bill Jackson bezieht, eine historische Übersicht über die Vineyard-Kirche.

## Geschichte
Die erste Vineyard-Gemeinde entstand aus einem Bibelkreis der Calvary Chapel in Costa Mesa (Kalifornien) in einem Stadtteil von Los Angeles. 1974 trafen sich fünf Leute unter der Leitung von Kenn Gulliksen in der Wohnung des Sängers Chuck Girard (von der Band Love Song). Die Jesus-Bewegung (Jesus-People) in Kalifornien war damals in vollem Gang. Anfang 1975 trafen sich dreizehn Gruppen im Beverly Hills Women’s Club. Aus dem Kreis entstand 1975 in Anaheim die erste Vineyard. Mit Hilfe der ersten Vineyard fand Bob Dylan zum Glauben an Jesus Christus.
1977 gründete John Wimber, ein evangelikaler Pastor und Lehrer für Gemeindewachstum, eine Calvary Chapel in Yorba Linda, Kalifornien. Die Vineyard-Bewegung (Association of Vineyard Churches) wurde 1978 ebendort gegründet. Wimbers Lehre über Heilung und das Wirken des Heiligen Geistes führte zu Konflikten. Bei einem Treffen mit den Leitern der Calvary Chapel wurde vorgeschlagen, dass Wimbers Kirche den Namen Calvary aufgibt und sich Gulliksens Vineyard-Bewegung anschließt. 1982 änderte Wimbers Kirche ihren Namen in Anaheim Vineyard Christian Fellowship. Gulliksen übergab die ihm unterstellten Gemeinden an Wimber und übernahm damit die Leitung der Vineyard-Bewegung. Der Evangelist Lonnie Frisbee bezeichnet Gulliksen als Begründer der Vineyard-Bewegung.
Abends am Muttertag 1980 hielt der Evangelist Lonnie Frisbee eine Ansprache in Anaheim. Er kündigte an, dass der Heilige Geist auf die Gemeindeglieder unter 25 kommen würde. Zungenrede brach aus, und viele wurden im Geist erschlagen.
1982 gab es bereits fünf lose verbundene Vineyard-Gemeinden. Wegen unterschiedlicher Lehrauffassungen blieb die Vineyard-Bewegung nicht Teil des Calvary-Verbandes. 1982 änderte Wimbers Kirche ihren Namen in Anaheim Vineyard Christian Fellowship. Gulliksen übergab die ihm unterstellten Gemeinden an Wimber und übernahm damit die Leitung der Vineyard-Bewegung. Lonnie Frisbee bezeichnet Gulliksen als Begründer der Vineyard-Bewegung. Im Mai 1983 wurde die VMI (Vineyard Ministries International) gegründet. 1985 gab es 129 Vineyard-Gemeinden, im Juli 1986 233. Im gleichen Jahr wurde die AVC (Association of Vineyard Churches) gegründet. John Wimber stand beiden Organisationen vor.
Nach John Wimbers Tod 1997 durchlebte die Bewegung einige harte Zeiten. Sie wächst nun aber stetig, vor allem seit Bert Waggoner im Jahr 2000 zum Leiter der Bewegung ernannt wurde. Der Vineyard-Bewegung gehören über 2.500 Gemeinden und Gemeinschaften auf der ganzen Welt an, davon etwa 600 in den USA, 45 in Deutschland, 21 in der Schweiz und fünf in Österreich. Sie betreibt ein Verlagshaus und das Musiklabel Vineyard Music.
Der sogenannte Torontosegen entstand in einer Gemeinde der Vineyard, der Toronto Airport Christian Fellowship (TACF). Diese Gemeinde wurde jedoch 1995 aus Vineyard ausgeschlossen.

## Besonderheiten
Die Theologie der Vineyard-Bewegung basiert auf einem klassischen evangelikalen Glauben. Dieser wird durch bestimmte, für die Vineyard charakteristische, Themen ergänzt:
- Anbetung: Die Anbetung Gottes, vor allem durch Lieder, ist eines der Hauptanliegen der Vineyard-Bewegung. Die in den Vineyard Gemeinden produzierten Lieder haben die moderne christliche Anbetungsmusik stark geprägt. Theologisch wird die Bedeutung der Anbetung in der Vineyard-Bewegung gerechtfertigt mit dem Gedanken, dass die Anbetung Gottes der eigentliche Seinszweck des Menschen sei.
- Erfülltsein mit dem Heiligen Geist: Obwohl die Vineyard anfänglich pfingstliche Vorstellungen übernahm, lehnte sie bald darauf die These einer Geistestaufe, die als zweiter Schritt irgendwann nach der Bekehrung zwingend erfolgen sollte, ab. Sie geht stattdessen davon aus, dass jeder Christ mit dem Heiligen Geist getauft ist und dass sich die Manifestationen des Geistes als Durchbruch seines Wirkens zeigen.
- Gaben des Heiligen Geistes: Gemäß der Vorstellung vieler Christen rüstet der Heilige Geist jeden Christen mit einer oder mehreren Geistesgaben aus.
- Heilung: Durch John Wimbers Beschäftigung mit der Heilung durch die Kraft des Heiligen Geistes wurde dieses Thema für die Vineyard-Bewegung zu einem zentralen Element. Durch Jesu Wirken im Heilungsdienst könne jede Krankheit geheilt werden, sei sie körperlicher, psychischer oder geistlicher Art. Ob eine solche Heilung eintritt, ist dennoch immer der Souveränität Gottes vorbehalten.
- Evangelisation: Evangelisation ist ebenfalls ein zentrales Element der Bewegung. Die Gründung von neuen Gemeinden ist für die Vineyard Gemeinden eine wichtige Strategie, um Menschen zu erreichen, denen diese Glaubensvorstellungen bisher nicht bekannt waren.

„Leider beginnen viele Gemeindegründer mit der Entwicklung eines attraktiven Programms. Doch Gemeinden sind keine Programme, sondern Familien. Es geht um Menschen, nicht um Unterhaltung oder anziehende, gut verpackte Ideen. Programme sollten immer Ausdruck der Berufungen, Begabungen und Interessen der Menschen sein, die sich in der Mitarbeit engagieren. Dazu müssen sie sich an den Menschen ausrichten, die noch keine Beziehung zu Jesus Christus haben. Wir müssen in einer Gemeinde die Freiheit haben, Programme einzuführen, sie aber auch wieder zu beerdigen.“

## Vineyard im deutschsprachigen Raum
Die erste Vineyard des deutschsprachigen Raums entstand 1994 in Bern in der Schweiz durch den Anschluss der 1983 gegründeten Basileia-Gemeinschaft an die weltweite Vineyard-Bewegung. Die dortigen Leiter Martin und Georgia Bühlmann wurden Koordinatoren und Leiter der Vineyard-Bewegung für Deutschland, Österreich und die Schweiz (Vineyard D-A-CH). Von Bern aus wurden seither über 80 Vineyard-Gemeinden im deutschsprachigen Raum gegründet, davon zehn unter afrikanischen Migranten. Die Vineyard in Wien wurde ebenfalls 1994 von David und Lisa Boyd gegründet. Anfang Juli 2021 gaben Martin und Georgia Bühlmann die Leitungsverantwortung an ein neunköpfiges Team weiter. Mit Marius und Matthias Bühlmann gehören zwei Söhne der vormaligen Leiter diesem Team an.

## Kritik
Der konservative Theologe Alexander Seibel kritisiert einige Praktiken der Vineyard-Church, beispielsweise das Beten über beschädigten Objekten wie Kühlschränken, Autos, Waschmaschinen etc., in der Hoffnung, dass diese durch die Kraft Gottes repariert werden. Ebenso hart geht Seibel mit den nichterfüllten Prophezeiungen John Wimbers sowie fehlgeschlagenen Geistheilungen ins Gericht:

„Als einer der bekanntesten Evangelikalen Englands, David Watson, an Krebs erkrankte, kam Wimber eigens angeflogen und verkündigte, wie Gott ihm gezeigt habe, Watson werde gesund. Als dann Watson doch starb, versuchte man ‚Schadensbegrenzung‘ so gut es ging. Die Leichtgläubigkeit der Anhänger (…) ermöglichte es ihm, ziemlich unbeschadet weiterzumachen.“